# Đầu tư giá trị
Đầu tư giá trị là một phong cách đầu tư liên quan đến việc mua những loại cổ phiếu có mức giá thấp hơn giá trị thực thông qua một số hình thức phân tích cơ bản. Các hình thức đầu tư giá trị tuy khác nhau nhưng đều bắt nguồn từ triết lý đầu tư được giảng dạy lần đầu bởi Benjamin Graham và David Dodd tại Trường Kinh doanh Columbia vào năm 1928, sau đó các lý thuyết của phương pháp đầu tư này được phát triển thêm trong cuốn sách Phân tích Chứng khoán của họ vào năm 1934.
Ban đầu, những cơ hội đầu tư giá trị được xác định bởi Graham và Dodd bao gồm cổ phiếu trong các công ty đại chúng đang có mức giá giao dịch thấp hơn so với mức giá trong giá trị sổ sách hoặc giá trị sổ sách hữu hình, những loại cổ phiếu có tỷ suất cổ tức cao, những cổ phiếu có tỷ lệ giá trên thu nhập (P/E) thấp hoặc tỷ lệ giá trên sổ sách thấp.
Những nhà đầu tư giá trị thành công, trong đó có thể kể đến Warren Buffett, chủ tịch của Berkshire Hathaway, đã lập luận rằng bản chất của đầu tư giá trị là mua các cổ phiếu với mức giá thấp hơn giá trị nội tại của chúng. Mức giá cổ phiếu trên thị trường thấp hơn so với giá trị nội tại là điều mà Benjamin Graham gọi là "biên độ an toàn". Trong 25 năm qua, dưới ảnh hưởng của Charlie Munger, Buffett đã mở rộng khái niệm đầu tư giá trị với trọng tâm là "tìm một công ty tuyệt vời với mức giá hợp lý" thay vì tìm một công ty hợp lý với mức giá hời.
Trên thực tế, Graham chưa bao giờ sử dụng thuật ngữ "đầu tư giá trị" — đây là thuật ngữ được đưa ra sau này nhằm giúp mô tả lại những ý tưởng của ông tốt hơn. Vậy nhưng chính thuật ngữ này lại gây ra những hiểu lầm nghiêm trọng về các nguyên tắc của Graham, một trong số đó là việc cho rằng ông đơn giản khuyên mọi người nên mua những cổ phiếu giá rẻ.

## Lịch sử

### Benjamin Graham

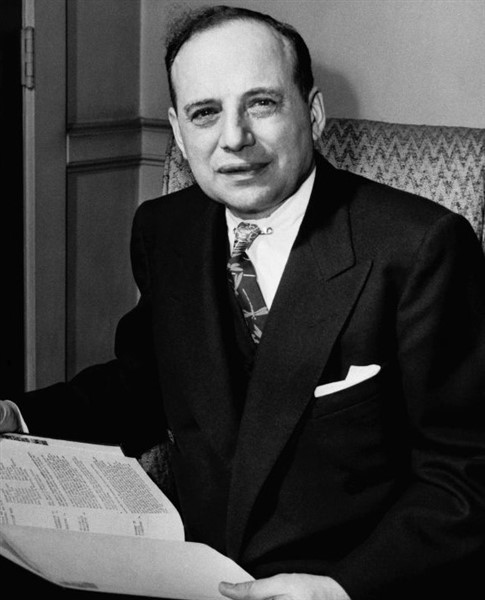
Benjamin Graham (ảnh) là người sáng tạo ra phong cách đầu tư giá trị cùng với giáo sư David Dodd.

Đầu tư giá trị được sáng tạo bởi Benjamin Graham và David Dodd, cả hai đều là giáo sư tại Trường Kinh doanh Columbia và là thầy của nhiều nhà đầu tư nổi tiếng. Trong cuốn sách Nhà đầu tư thông minh của Graham, ông đã ủng hộ một khái niệm quan trọng là biên độ an toàn - lần đầu tiên được giới thiệu trong Phân tích Chứng khoán, một cuốn sách năm 1934 mà ông là đồng tác giả với David Dodd - trong đó kêu gọi một cách tiếp cận đầu tư tập trung vào việc mua cổ phiếu với giá thấp hơn giá trị nội tại của chúng. Về mặt chọn lọc hoặc sàng lọc cổ phiếu, ông khuyến khích mọi người mua cổ phiếu của những công ty có mức lợi nhuận ổn định, đang giao dịch ở mức giá thấp theo giá trị sổ sách, có tỷ lệ giá trên thu nhập (P/E) thấp và có nợ tương đối thấp.

### Phát triển
Khái niệm về giá trị (cũng như "giá trị sổ sách") đã phát triển đáng kể từ những năm 1970. Giá trị sổ sách là yếu tố hữu ích nhất trong ngành công nghiệp nơi mà hầu hết tài sản đều hữu hình. Các tài sản vô hình như bằng sáng chế, nhãn hiệu hoặc thiện chí rất khó định lượng và có thể không tồn tại được khi doanh nghiệp tách rá thành nhiều công ty. Khi một ngành đang trải qua giai đoạn của những tiến bộ công nghệ nhanh chóng, giá trị tài sản của các công ty trong ngành đó sẽ không dễ để ước tính. Đôi khi, khả năng sản xuất của một tài sản có thể bị giảm đáng kể khi đối thủ cạnh tranh tạo ra một đổi mới đột phá và do đó giá trị của nó có thể bị suy giảm vĩnh viễn. Một ví dụ điển hình về việc giảm giá trị tài sản là máy tính cá nhân. Một ví dụ khác về việc giá trị sổ sách đôi khi sẽ không mang lại nhiều ý nghĩa là ở trong lĩnh vực dịch vụ và bán lẻ. Một trong những mô hình tính toán giá trị hiện đại là mô hình dòng tiền chiết khấu (DCF), trong đó giá trị của một tài sản là tổng của những dòng tiền trong tương lai mà nó tạo ra, được chiết khấu cho đến hiện tại.

## Tính hiệu quả của đầu tư giá trị

### Hiệu quả của chiến lược đầu tư giá trị
Đầu tư giá trị đã được chứng minh là một chiến lược đầu tư thành công. Có nhiều cách để đánh giá sự thành công. Một trong số đó là kiểm tra hiệu suất của các chiến lược giá trị đơn giản, chẳng hạn như mua cổ phiếu có tỷ lệ PE thấp, cổ phiếu có tỷ lệ giá trên dòng tiền thấp hoặc cổ phiếu có tỷ lệ giá trên sổ sách thấp. Nhiều học giả đã công bố các nghiên cứu điều tra về tác động của việc mua cổ phiếu giá trị. Những nghiên cứu này liên tục phát hiện ra rằng các cổ phiếu giá trị thể hiện vượt trội so với cổ phiếu tăng trưởng và thị trường nói chung.

### Hiệu quả của các nhà đầu tư giá trị
Nếu đơn giản chỉ kiểm tra mức độ hiệu quả trong chiến lược đầu tư giá trị của các nhà đầu tư nổi tiếng nhất sẽ không thể mang tính khách quan, bởi vì các nhà đầu tư chắc chắn phải thành công thì mới trở nên nổi tiếng. Điều này sẽ tạo ra một kết quả gọi là sự lựa chọn thiên vị. Một cách tốt hơn để điều tra tỷ lệ thành công của một nhóm các nhà đầu tư giá trị đã được Warren Buffett đề xuất trong bài phát biểu ngày 17 tháng 5 năm 1984, được xuất bản với tên The Superinvestors of Graham-and-Doddsville. Trong bài phát biểu này, Buffett đã kiểm tra mức độ hiệu quả của những nhà đầu tư làm việc tại Tập đoàn Graham-Newman và do đó cũng chịu ảnh hưởng nhiều nhất từ Benjamin Graham. Kết luận của Buffett giống hệt với các nghiên cứu hàn lâm trước đó về chiến lược đầu tư giá trị đơn giản, ở một mức độ tương đối, đầu tư giá trị sẽ luôn thành công trong dài hạn.
Trong khoảng thời gian 25 năm (1965-1990), các nghiên cứu và các bài viết được xuất bản trên các tạp chí hàng đầu về các nhà đầu giá trị là rất ít. Warren Buffett từng bình luận: "Bạn không thể thăng tiến trong một ngành tài chính ở đất nước này trừ khi bạn nghĩ rằng thế giới phẳng." 

## Những nhà đầu tư giá trị nổi tiếng

### Các học trò của Graham và Dodd

#### Học trò của Ben Graham
Benjamin Graham được nhiều người coi là cha đẻ của đầu tư giá trị. Cùng với David Dodd, ông đã viết ra cuốn sách Phân tích Chứng khoán, xuất bản lần đầu vào năm 1934. Đóng góp lâu dài nhất của cuốn sách này đối với lĩnh vực phân tích chứng khoán đó là việc nhấn mạnh vào các khía cạnh có thể định lượng được của việc phân tích chứng khoán (như đánh giá thu nhập và giá trị sổ sách) trong khi giảm thiểu tầm quan trọng của các yếu tố định tính như chất lượng của bộ phận lãnh đạo công ty. Graham sau đó đã viết cuốn sách Nhà đầu tư thông minh, một cuốn sách đầy đủ về phong cách đầu tư giá trị dành cho các nhà đầu tư cá nhân. Ngoài Buffett, nhiều học trò khác của Graham như William J. Ruane, Irving Kahn, Walter Schloss và Charles Brandes sau đó đều tiếp tục trở thành nhà đầu tư thành công theo cách riêng của họ.
Irving Kahn là một trong những trợ giảng của Graham tại Đại học Columbia vào những năm 1930. Ông là một người bạn thân chí cốt của Graham trong nhiều thập kỷ và đã đóng góp những nghiên cứu trong các tác phẩm của Graham như Phân tích Chứng khoán, Lưu trữ và Tính ổn định, Hàng hóa và Tiền tệ Toàn cầu và Nhà đầu tư thông minh. Kahn tiếp tục là một đối tác của Graham khi làm việc tại các công ty tài chính khác nhau cho đến năm 1978 khi ông và các con trai của mình, Thomas Graham Kahn và Alan Kahn, gây dựng công ty đầu tư giá trị của riêng mình, Kahn Brothers & Company. Irving Kahn vẫn là chủ tịch của công ty cho đến khi ông qua đời ở tuổi 109.
Walter Schloss là một học trò khác của Graham và Dodd. Schloss chưa bao giờ được theo học trường lớp chính thức nào. Năm 18 tuổi, ông bắt đầu với công việc là một người chạy việc ở Phố Wall. Sau đó, ông tham dự các khóa học đầu tư được giảng dạy bởi Ben Graham tại Viện giao dịch chứng khoán New York, và cuối cùng được làm việc cho Graham trong Hiệp hội đối tác Graham-Newman. Năm 1955, ông rời công ty của Graham và thành lập công ty đầu tư của riêng mình và điều hành gần 50 năm. Walter Schloss là một trong những nhà đầu tư được Warren Buffett được miêu tả trong bài viết nổi tiếng, Superinvestors of Graham-and-Doddsville.
Christopher H. Browne đến từ công ty Tweedy, Browne là một nhà đầu tư giá trị nổi tiếng. Theo Tạp chí Phố Wall, Tweedy, Browne là công ty môi giới yêu thích của Benjamin Graham trong suốt cuộc đời mình. Ngoài ra, Quỹ Giá trị Tweedy, Browne và Quỹ Giá trị Toàn cầu cũng được biết đến với việc liên tục đánh bại mức trung bình của thị trường kể từ khi thành lập vào năm 1993. Năm 2006, Christopher H. Browne viết tác phẩm Cuốn sách Nhỏ về Đầu tư Giá trị để hướng dẫn các nhà đầu tư thông thường cách đầu tư giá trị.
Peter Cundill là một nhà đầu tư giá trị nổi tiếng người Canada, người đã luôn nghe theo lời dạy của Graham. Quỹ giá trị Cundill của ông cho phép các nhà đầu tư Canada truy cập vào quản lý quỹ theo các nguyên tắc nghiêm ngặt của Graham và Dodd. Warren Buffett đã nói rằng Cundill là người có những phẩm chất mà ông tìm kiếm ở một giám đốc đầu tư.

#### Warren Buffett & Charlie Munger
Tuy nhiên, người học trò nổi tiếng nhất của Graham chính là Warren Buffett, người đã quản lý nhiều quỹ hợp tác đầu tư rất thành công trước khi dừng lại vào năm 1969 để tập trung vào việc điều hành Berkshire Hathaway. Buffett là một người ủng hộ mạnh mẽ phương pháp của Graham và vô cùng tin tưởng rằng những thành công ông có được là nhờ sự dạy bảo của Graham. Một học trò khác, Charlie Munger, người đã cùng Buffett gia nhập Berkshire Hathaway vào những năm 1970 và sau đó trở thành Phó chủ tịch của công ty, cũng đi theo cách tiếp cận cơ bản của Graham là mua tài sản dưới giá trị nội tại, nhưng tập trung vào các công ty có phẩm chất mạnh mẽ, ngay cả khi chúng được thống kê là có mức giá không hề rẻ. Cách tiếp cận này của Munger dần dần ảnh hưởng đến Buffett khi ông cho rằng cần giảm bớt sự tập trung vào những tài sản giá rẻ, thay vào đó cần tìm ra những công ty có lợi thế cạnh tranh bền vững, ngay cả khi chúng có vẻ không hề rẻ về mặt giá trị so với giá trị nội tại. Buffett về sau thường nói rằng: "Tốt hơn là nên mua một công ty tuyệt vời với một mức giá hợp lý, hơn là một công ty hợp lý với một mức giá tuyệt vời." 

#### Các nhà đầu tư giá trị khác đến từ Trường kinh doanh Columbia
Trường Kinh doanh Columbia đóng một vai trò quan trọng trong việc hình thành các nguyên tắc của Nhà đầu tư Giá trị với rất nhiều những giáo sư và sinh viên ghi dấu ấn trong lịch sử. Cuốn sách của Ben Graham, Nhà đầu tư thông minh, được Warren Buffett coi như một cuốn kinh thánh của lĩnh vực đầu tư, ông gọi đó là "cuốn sách vĩ đại nhất về đầu tư từng được viết". Khi còn trẻ, Warren Buffett đã đi theo Ben Graham, tham gia vào các khóa học và làm việc cho công ty đầu tư nhỏ của thầy mình, Graham Newman, từ năm 1954 đến 1956. Hai mươi năm sau, Roger Murray đã đến ngôi trường này và dạy đầu tư giá trị cho một sinh viên trẻ tên là Mario Gabelli. Khoảng một thập kỷ sau đó, Bruce Greenwald đến và tạo ra những người học trò xuất sắc, trong đó bao gồm cả Paul Sonkin. Giống như Graham có Buffett, Roger Murray có Gabelli.

### Những học trò của Mutual Series và Franklin Templeton
Mutual Series là một tổ chức rất có danh tiếng trong việc đào tạo hàng loạt những nhà quản lý và phân tích giá trị hàng đầu trong thời kỳ hiện đại. Truyền thống này bắt nguồn từ hai cá nhân: Max Heine, người sáng lập công ty đầu tư giá trị nổi tiếng Mutual Shares vào năm 1949 và người thầy của ông, nhà đầu tư giá trị huyền thoại Michael F. Price. Mutual Series sau này đã được bán lại cho công ty Franklin Templeton Investments vào năm 1996. Các môn đệ của Heine và Price đã tiếp tục lặng lẽ thực hành chiến lược đầu tư giá trị tại một số công ty đầu tư thành công nhất của Mỹ. Franklin Templeton Investments lấy tên từ Ngài John Templeton, một nhà đầu tư giá trị trái ngược.
Seth Klarman, một học trò của Mutual Series, đã trở thành người sáng lập và chủ tịch của Tập đoàn Baupost, một đối tác đầu tư tư nhân có trụ sở tại Boston, đồng thời là tác giả của các cuốn sách Margin of Safety: Risk Averse Investing Strategies for the Thoughtful Investor, một cuốn sách kinh điển về đầu tư giá trị. Hiện tại, do không còn được xuất bản, Margin of Safety đang được chào bán tại Amazon với mức giá 1.200 đô la và tại eBay với giá 2.000 đô la.

### Những nhà đầu tư giá trị khác
Laurence Tisch, người lãnh đạo Loews Corporation cùng với anh trai của mình, Robert Tisch, trong hơn nửa thế kỷ, cũng được biết đến là một nhà đầu tư giá trị. Không lâu sau khi ông qua đời vào năm 2003 ở tuổi 80, tạp chí Fortune đã viết: "Larry Tisch là nhà đầu tư giá trị xuất sắc. Ông là một nhà đầu tư trái ngược thuyệt vời: Ông ta nhìn ra được những giá trị mà các nhà đầu tư khác không thể - và ông thường đúng." Đến năm 2012, Loews Corporation, công ty tiếp tục tuân thủ các nguyên tắc đầu tư giá trị, đã đạt được mức doanh thu 14,6 tỷ đô la và có tổng tài sản trên 75 tỷ đô la.
Michael Larson là Giám đốc Đầu tư của Cascade Investment, đây cũng chính là công ty quản lý hoạt động đầu tư cho Quỹ Bill & Melinda Gates và tài sản cá nhân của Gates. Công ty đầu tư Cascade ban đầu được thành lập vào năm 1994 bởi Gates và Larson. Larson tốt nghiệp trường Cao đẳng Claremont McKenna năm 1980 và Trường kinh doanh Booth tại Đại học Chicago năm 1981. Larson là một nhà đầu tư giá trị nổi tiếng nhưng chiến lược đầu tư và đa dạng hóa cụ thể của ông lại gần như chưa ai từng biến đến. Larson đã liên tục chiến thắng thị trường kể từ khi thành lập Cascade và đã có lúc là một đối thủ cạnh tranh hoặc đạt được mức lợi nhuân vượt trội so với Berkshire Hathaway cũng như các quỹ khác dựa trên chiến lược đầu tư giá trị.
Martin J. Whitman là một nhà đầu tư giá trị được đánh giá cao. Ông tiếp cận với đầu tư theo phương pháp an-toàn-và-giá-rẻ, hay còn có tên gọi khác là phương pháp toàn vẹn tài chính. Martin Whitman tập trung vào việc mua cổ phần phổ biến của các công ty có tình hình tài chính cực kỳ mạnh mẽ với mức giá phản ánh mức chiết khấu có ý nghĩa đối với giá trị tài sản ròng ước tính của công ty liên quan. Whitman tin rằng các nhà đầu tư không nên chú ý nhiều đến xu hướng của các yếu tố vĩ mô (như việc làm, chuyển động của lãi suất, GDP, v.v.) vì chúng không quan trọng và những nỗ lực dự đoán chuyển động của họ hầu như luôn vô ích. Những lá thư của Whitman gửi cho các cổ đông của Quỹ Giá trị Đại lộ Thứ ba (TAVF) của ông được Joel Greenblatt mô tả là nguồn tài nguyên quý giá "để các nhà đầu tư học hỏi những ý tưởng tốt" trong cuốn sách về đầu tư tình huống đặc biệt, Bạn có thể trở thành một thiên tài thị trường chứng khoán.
Joel Greenblatt đạt được mức lợi nhuận tại quỹ phòng hộ Gotham Capital hơn 50% mỗi năm trong 10 năm từ 1985 đến 1995 trước khi đóng cửa quỹ và trả lại tiền cho các nhà đầu tư của mình. Ông được biết đến với việc đầu tư vào các tình huống đặc biệt như spin-off, sáp nhập và thoái vốn.
Charles de Vaulx và Jean-Marie Eveillard nổi tiếng quản lý giá trị toàn cầu. Trong một thời gian, hai người này đã được ghép đôi tại Quỹ First Eagle, lập hồ sơ theo dõi tuyệt vời về sự vượt trội được điều chỉnh theo rủi ro. Ví dụ, Morningstar chỉ định họ là "Giám đốc chứng khoán quốc tế của năm" năm 2001 và de Vaulx kiếm được vị trí thứ hai từ Morningstar cho năm 2006. Eveillard được biết đến với sự xuất hiện của Bloomberg khi ông khẳng định rằng các nhà đầu tư chứng khoán không bao giờ sử dụng tiền ký quỹ hoặc đòn bẩy. Vấn đề được đưa ra là tỷ suất lợi nhuận phải được coi là sự kết hợp của đầu tư giá trị, vì một động thái giá tiêu cực có thể buộc phải bán sớm. Ngược lại, một nhà đầu tư giá trị phải có khả năng và sẵn sàng kiên nhẫn cho phần còn lại của thị trường để nhận ra và sửa chữa bất kỳ vấn đề giá cả nào tạo ra giá trị nhất thời. Eveillard dán nhãn chính xác cho việc sử dụng ký quỹ hoặc đòn bẩy như đầu cơ, ngược lại với đầu tư giá trị.
Các nhà đầu tư giá trị đáng chú ý khác bao gồm: Mason Hawkins, Thomas Forester, Whitney Tilson, Mohamel Pabrai, Li Lu, Guy Spier  và Tom Gayner, người quản lý danh mục đầu tư của hãng Bảo hiểm Markel.

## Sự chỉ trích
Cổ phiếu giá trị không phải lúc nào cũng đánh bại cổ phiếu tăng trưởng, như đã được chứng minh vào cuối những năm 1990. Thêm vào đó, khi cổ phiếu giá trị hoạt động tốt, điều đó có nghĩa là thị trường đang hoạt động một cách không hiệu quả, mặc dù điều đó cũng có thể thể hiện rằng cổ phiếu giá trị đơn giản là rủi ro hơn và do đó đòi hỏi lợi nhuận cao hơn. Foye và Mramor vào năm 2016 đã phát hiện ra rằng các yếu tố đặc thù của quốc gia có ảnh hưởng mạnh mẽ đến các thước đo giá trị (như tỷ lệ sổ sách trên thị trường), điều này khiến họ kết luận rằng sự vượt trội của cổ phiếu giá trị chính là do đặc thù của từng quốc gia.
Một vấn đề khi mua cổ phiếu trong một thị trường gấu đó là mặc dù có vẻ như cổ phiếu đang bị định giá thấp tại một thời điểm nào đó, giá vẫn có thể tiếp tục giảm cùng với thị trường. Ngược lại, một vấn đề khi không mua cổ phiếu trong thị trường bò là mặc dù có vẻ cổ phiếu đang bị định giá quá cao tại một thời điểm nào đó, giá vẫn có thể sẽ tiếp tục tăng cùng với thị trường.
Ngoài ra, một trong những lời chỉ trích lớn nhất về đầu tư giá trị dựa trên mức giá là việc tập trung vào những cổ phiếu có mức giá thấp (và gần đây đang có xu hướng giảm) thường xuyên gây ra những hiểu lầm cho các nhà đầu tư bán lẻ; bởi lẽ mức giá thấp (và gần đây đang giảm) thường sẽ chỉ ra những sự khác biệt (hoặc thay đổi) về sức khỏe tài chính tương đối của công ty. Cuối cùng, Warren Buffett thường xuyên nhấn mạnh rằng "tốt hơn hết là mua một công ty tuyệt vời với mức giá hợp lý, hơn là mua một công ty hợp lý với mức giá tuyệt vời."
Năm 2002, giáo sư kế toán của Stanford, Joseph Piotroski đã phát triển "Điểm số F", một mô hình giúp phân biệt các cổ phiếu có tiềm năng cao trong một nhóm các ứng cử viên để đầu tư giá trị. Điểm số F được sử dụng với mục đích sàng lọc và tìm thêm những giá trị từ các số liệu trong một loạt các loại báo cáo tài chính hàng năm của một công ty, sau khi đã sàng lọc ban đầu qua các biện pháp tĩnh như tính toán giá trị trên thị trường. Công thức Điểm số F sẽ nhập các báo cáo tài chính và tính điểm thưởng mỗi khi có một số liệu đáp ứng được các tiêu chí định trước. Piotroski đã phân tích hồi quy một loạt các cổ phiếu có giá trị thị trường cao trong giai đoạn từ 1976-1996, và chứng minh rằng những cổ phiếu có mức Điểm số F cao đã giúp nhà đầu tư thu về nhiều hơn 7,5% mỗi năm so với cả nhóm cổ phiếu đó. Hiệp hội các Nhà đầu tư Cá nhân Hoa Kỳ đã kiểm tra 56 phương pháp sàng lọc khác trong một phân tích hồi quy về cuộc khủng hoảng tài chính năm 2008, và họ phát hiện ra rằng chỉ có F-Score mang lại kết quả khả quan.
Một vấn đề khác cũng bị chỉ trích đó là phương pháp tính toán "giá trị nội tại". Một số nhà phân tích tin rằng hai nhà đầu tư dù có thể phân tích cùng một thông tin nhưng họ vẫn có thể đưa ra kết luận khác nhau liên quan đến giá trị nội tại của công ty và rằng không có phương pháp nào được hệ thống hóa hoặc tiêu chuẩn hóa có thể định giá được cổ phiếu. Nói cách khác, chiến lược đầu tư giá trị chỉ có thể được coi là thành công nếu nó mang lại lợi nhuận vượt trội sau khi chúng ta chấp nhận rủi ro, trong đó rủi ro có thể được xác định theo nhiều cách khác nhau, bao gồm rủi ro thị trường, rủi ro mô hình đa yếu tố hoặc rủi ro cá nhân.